# Lavalärka
Lavalärka (Mirafra williamsi) är en fågel i familjen lärkor inom ordningen tättingar. Den är endemisk för lavaslätter i Tanzania i Afrika. Trots det begränsade utbredningsområdet anses beståndet vara livskraftigt.

## Utseende och läte
Lavalärka är en liten och kompakt lärka. Den har varierande mörk- till rostbrun ovansida, ibland med mörkare streck eller fjädercentra. Vidare har den ljust ögonbrynsstreck och ljus strupe samt ljus buk som kontrasterar med kraftigt streckat bröst, ofta med en rostfärgad anstrykning. Stjärten är brunaktig med vita yttre stjärtpennor som syns väl i flykten. Andra liknande lärkor i utbredningsområdet är generellt mindre roströda och har mindre streckning på bröstet. Lätena är dåligt kända, men ljudliga "tsireet" har noterats under spelflykt.

## Utbredning och systematik
Fågeln förekommer i ökenområden i norra Kenya (Marsabitregionen). Den behandlas som monotypisk, det vill säga att den inte delas in i några underarter.

### Släktskap och släktestillhörighet
Genetiska studier från 2023 visar att lavalärka är systerart till kordofanlärka. På lite längre håll är den även släkt med drillärka, monoton lärka, härmlärka, vitstjärtad lärka och troligen vissellärka. Samma studier visar även att släktet Mirafra kan delas upp i fyra klader som är förhållandevis gamla, äldre än flera andra släkten i familjen. Författarna rekommenderar därför att Mirafra delas upp i flera släkten, där härmlärka med släktingar behålls i Mirafra i begränsad mening. Internationella taxonomiska auktoriteter som IOC och Clements m.fl. har ännu inte gjort denna uppdelning, varför status quo än så länge behålls här.

## Levnadssätt
Lavalärka kan är begränsad till en mycket speciell miljö, klippiga lavaströdda slätter i halvöken.

## Status
Lavalärka har ett rätt begränsat utbredningsområde, men beståndet tros vara stabilt. IUCN placerar arten i hotkategorin livskraftig. Världspopulationen uppskattas till 200 000 vuxna individer.

## Namn
Fågelns vetenskapliga namn är en hyllning till den brittiska ornitologen John George Williams (1913-1997) som var kurator på  Coryndon Museum i Nairobi. Tidigare kallades den williamslärka även på svenska, men justerades 2023 till ett enklare och mer informativt namn av BirdLife Sveriges taxonomikommitté.